# Aluminum Tunes
Aluminum Tunes — сборник британской инди-рок группы Stereolab. Он был выпущен 20 октября 1998 года лейблами Drag City и Warp Records. В альбоме-компиляции собраны раритеты группы, и он является третьим в серии компиляций «Switched-On» (подзаголовок «Switched-On. Vol.3»)

## Отзывы
| Оценки критиков | Оценки критиков             |
| Источник        | Оценка                      |
| --------------- | --------------------------- |
| Allmusic        | [ 1 ]                       |
| Pitchfork       | 7.0/10 (1998) 8.5/10 (2018) |

Aluminum Tunes получил благоприятные отзывы музыкальных критиков.
Стивен Томас Эрлевайн из Allmusic отметил, что "Учитывая, что Aluminum Tunes: Switched On, Vol. 3 занимает два диска, может показаться, что сборник будет интересен только фанатам, но по креативности и последовательности он соперничает с Refried Ectoplasm: Switched On, Vol. 2. Aluminum Tunes отличается первым широким релизом всего возвышенного мини-альбома Music for the Amorphous Body Center, чего было бы достаточно, чтобы сделать компиляцию обязательной для всех поклонников. Возможно, есть пара треков, которые никогда не поднимутся выше уровня хороших, но предсказуемых Stereolab, но лучшие моменты входят в число их самых лучших работ. Это просто незаменимое дополнение к их каталогу.
Райан Шрайбер из Pitchfork написал в 1998 году, что несмотря на несколько отличных треков, на Aluminum Tunes есть и немало забытых номеров и «пластинке не хватает какого-либо реального чувства направления, что делает некоторые переходы между песнями немного раздражающими. Но по большей части Aluminum Tunes — это победитель».

## Список композиций

### CD 1
1. «Pop Quiz» — 4:22 (из мини-альбома 1995 года Music for the Amorphous Body Study Center)
2. «The Extension Trip» — 3:43 (из мини-альбома 1995 года Music for the Amorphous Body Study Center)
3. «How to Play Your Internal Organs Overnight» 3:58 (из мини-альбома 1995 года Music for the Amorphous Body Study Center)
4. «The Brush Descends the Length» — 3:08 (из мини-альбома 1995 года Music for the Amorphous Body Study Center)
5. «Melochord Seventy-Five» — 3:39 (из мини-альбома 1995 года Music for the Amorphous Body Study Center EP)
6. «Space Moment» — 4:20 (из мини-альбома 1995 года Music for the Amorphous Body Study Center EP) (также включает не вошедший в список трек — инструментальную репризу «The Extension Trip», — который следовал за «Space Moment» на оригинальном EP)
7. «Iron Man» — 3:27 (из Iron Man, 1997)
8. «The Long Hair of Death» — 4:48 (из сплит-сингла 1995 года с Yo La Tengo)
9. «You Used to Call Me Sadness» — 4:00 (из сплит-сингла 1996 года с Füxa, на Lissy’s Records)
10. «New Orthophony» [full version] — 6:26 (версия на Mars Audiac Quintet длиной 4:34)
11. «Speedy Car» — 5:00 (из сплит-сингла 1996 года с группой Tortoise)
12. «Golden Atoms» — 5:18 (записано в июне 1995 года, также известно как «Aluminum Tune» из The In Sound, 1998)
13. «Ulan Bator» — 3:14 (из бонусного диска 1994 года Mars Audiac Quintet)
14. «One Small Step» — 4:16 (из мини-альбома 1996 года Laminations)

### CD 2
1. «One Note Samba / Surfboard» (полная версия) — Stereolab + Herbie Mann — 9:10 (версия на Red Hot + Rio длиной 7:18)
2. «Cadriopo» — 3:09 (из мини-альбома 1996 года Laminations)
3. «Klang Tone» — 5:36 (из бонусного диска 1994 года Mars Audiac Quintet)
4. «Get Carter» — 3:23
5. «1000 Miles an Hour» — 4:32 (из The In Sound, 1998)
6. «Percolations» — 3:22 (из 1996 сплит-сингла с Faust и Foetus)
7. «Seeperbold» — 5:08
8. «Check and Double Check» — 4:03 (из мини-альбома 1996 года Laminations)
9. «Munich Madness» — 3:48 (также известен как «Blue Milk» из сингла 1998 года The In Sound)
10. «Metronomic Underground» [Wagon Christ Mix] — 7:51 (из 1996 Laminations EP)
11. «The Incredible He Woman» — 3:31 (из сингла 1997 года Iron Man)